# Farnam
Farnam – wieś w Stanach Zjednoczonych, w stanie Nebraska, w hrabstwie Dawson.